# Aaron Katebe
Aaron Katebe (ur. 24 stycznia 1992 w Chililabombwe) – zambijski piłkarz grający na pozycji środkowego obrońcy. Reprezentant kraju.

## Kariera

### Kariera klubowa
Aaron Katebe zaczynał karierę w 2010 roku w Konkola Blades. 1 stycznia 2011 roku przeniósł się do Hwange FC. Jedno źródło mówi, że grał tam do 20 sierpnia 2015 roku, kiedy przeniósł się do Moghrebu Tétouan. Inne źródło podaje informację, że w 2013 roku został zawodnikiem FC Platinum i z tym klubem w 2014 roku zdobył puchar kraju. Pokrywa się jednak informacja o Moghrebie Tétouan. Zadebiutował tam 22 listopada 2015 roku w spotkaniu przeciwko Hassanii Agadir, przegranym 2:4. Łącznie rozegrał tam 2 mecze. 1 stycznia 2016 roku powrócił do kraju, a konkretnie do Zanaco FC. Zdobył tam w 2016 roku mistrzostwo kraju. 7 stycznia 2017 roku przeniósł się do Nkana FC. W 2018 roku zdobył krajowy puchar po raz drugi w karierze. 21 października 2018 roku został zawodnikiem Real Kashmir FC. Zadebiutował tam 10 dni później, w spotkaniu przeciwko Minerva Academy FC, które odbyło się na wyjeździe. Aaron Katebe wtedy asystował do jedynej bramki. Pierwszą bramkę strzelił 19 stycznia 2019 roku w starciu przeciwko Shillong Lajong FC, które odbyło się na wyjeździe. Aaron Katebe strzelił wówczas jedyną bramkę. Łącznie w tym klubie Katebe rozegrał 33 mecze, strzelił 2 bramki i zanotował 1 asystę (w spotkaniach ligowych rozegrał 29 meczów). Od 1 lipca 2020 pozostaje bez klubu.

### Kariera reprezentacyjna
Aaron Katebe w ojczystej reprezentacji zadebiutował 16 maja 2012 roku w spotkaniu przeciwko Angoli, zremisowanym bezbramkowo. Jedyną bramkę strzelił 25 maja 2015 roku w meczu przeciwko Ghanie, wygranym 3:0. Łącznie w reprezentacji Zambii rozegrał 11 meczów i strzelił 1 bramkę.